# بندكت التاسع
البابا بندكت التاسع (باللاتينية: Benedictus IX) ـ (حوالي 1012 ـ حوالي 1056) هو بابا الكنيسة الكاثوليكية لثلاث مرات متقطعة، في الفترة من أكتوبر 1032 إلى يوليو 1048.
كان بندكت التاسع، واسمه الأصلي تيوفيلاتو دي توسكولو (بالإيطالية: Teofilatto III dei Conti di Tuscolo) ابنًا لألبيريكو الثالث كونت توسكولو، وابن أخ لكل من بندكت الثامن ويوحنا التاسع عشر، وكان في العشرين من عمره حين انتُخب للبابوية للمرة الأولى، بعد أن نجح أبوه في رشوة الرومان، وهو بذلك واحد من أصغر بابوات الكنيسة الكاثوليكية سنًا على مر التاريخ، وهو البابا الوحيد الذي تبوأ كرسي البابوية أكثر من مرة، والبابا الوحيد الذي باع منصب البابوية لأنه كان يريد الزواج، حيث باعه للبابا غريغوري السادس الذي اشترى المنصب واصبح البابا الجديد في الأول من مايو 1045.